# Ukonvesi
Ukonvesi är en sjö i Finland. Den ligger i kommunen S:t Michel i landskapet Södra Savolax, i den södra delen av landet, 200 km nordost om huvudstaden Helsingfors. Ukonvesi ligger 75,7 meter över havet. Den är 30,44 meter djup. Arean är 24,23 kvadratkilometer och strandlinjen är 162,84 kilometer lång. Sjön  ingår i Vuoksens huvudavrinningsområde.   I omgivningarna runt Ukonvesi växer i huvudsak blandskog. Den sträcker sig 17,8 kilometer i nord-sydlig riktning, och 5,8 kilometer i öst-västlig riktning.
Följande samhällen ligger vid Ukonvesi:
- S:t Michel (46 550 invånare)

## Öar
Lista över öar i Ukonvesi. Se även Kategori:Öar i Ukonvesi.
- Salosaari, 61°40′09″N 27°18′55″Ö / 61.6692°N 27.3153°Ö
- Valkolansaari, 61°35′45″N 27°16′39″Ö / 61.5957°N 27.2774°Ö
- Koirasaari, 61°37′08″N 27°18′23″Ö / 61.619°N 27.3063°Ö
- Leppäsaari, 61°36′51″N 27°20′37″Ö / 61.6141°N 27.3436°Ö
- Paskosaari, 61°37′11″N 27°21′37″Ö / 61.6197°N 27.3604°Ö
- Kotkatsaari, 61°37′14″N 27°21′43″Ö / 61.6206°N 27.362°Ö
- Sikosaari, 61°36′02″N 27°20′42″Ö / 61.6005°N 27.3449°Ö
- Lohittimensaari, 61°35′27″N 27°20′13″Ö / 61.5909°N 27.337°Ö
- Kurikkasaari, 61°34′43″N 27°19′11″Ö / 61.5785°N 27.3197°Ö
- Piikakivi, 61°35′13″N 27°19′19″Ö / 61.587°N 27.3219°Ö
- Selkäkivi, 61°35′03″N 27°18′57″Ö / 61.5842°N 27.3157°Ö
- Kanisaari, 61°34′49″N 27°17′11″Ö / 61.5802°N 27.2864°Ö
- Katossaari, 61°35′19″N 27°17′37″Ö / 61.5887°N 27.2936°Ö
- Nylkysaari, 61°35′10″N 27°18′21″Ö / 61.586°N 27.3058°Ö
- Päähkeensaari, 61°35′05″N 27°18′22″Ö / 61.5846°N 27.3062°Ö
- Vuohisaari, 61°34′47″N 27°18′46″Ö / 61.5796°N 27.3127°Ö
- Hämeensaaret, 61°34′42″N 27°18′58″Ö / 61.5782°N 27.316°Ö
- Puuskansaari, 61°35′35″N 27°18′56″Ö / 61.593°N 27.3155°Ö
- Papinsaari, 61°35′49″N 27°18′05″Ö / 61.5969°N 27.3013°Ö
- Vassaansaari, 61°36′02″N 27°18′31″Ö / 61.6006°N 27.3087°Ö
- Letkunsaari, 61°35′45″N 27°19′49″Ö / 61.5958°N 27.3303°Ö
- Kätkytsaari, 61°35′51″N 27°19′02″Ö / 61.5976°N 27.3172°Ö
- Ulperinsaari, 61°36′22″N 27°18′05″Ö / 61.6062°N 27.3014°Ö
- Ukonsaari, 61°36′21″N 27°18′40″Ö / 61.6058°N 27.3112°Ö
- Keltiäissaari, 61°35′56″N 27°19′33″Ö / 61.599°N 27.3257°Ö
- Teerisaaret, 61°37′53″N 27°18′12″Ö / 61.6313°N 27.3033°Ö
- Merkkisaari, 61°38′12″N 27°17′53″Ö / 61.6368°N 27.298°Ö
- Ajosaari, 61°38′24″N 27°18′01″Ö / 61.64°N 27.3003°Ö
- Pynnönsaari, 61°38′47″N 27°17′55″Ö / 61.6463°N 27.2986°Ö
- Annilansaari, 61°38′39″N 27°17′40″Ö / 61.6443°N 27.2944°Ö
- Kovasaari, 61°37′42″N 27°21′30″Ö / 61.6284°N 27.3584°Ö
- Rajaluoto, 61°37′39″N 27°21′18″Ö / 61.6274°N 27.355°Ö
- Läylätsaari, 61°37′50″N 27°21′31″Ö / 61.6306°N 27.3586°Ö
- Aitosaari, 61°40′44″N 27°17′18″Ö / 61.6788°N 27.2884°Ö
- Sikalansaari, 61°41′50″N 27°20′32″Ö / 61.6972°N 27.3421°Ö
- Kielosaari, 61°41′25″N 27°20′28″Ö / 61.6902°N 27.341°Ö
- Heinäsaari, 61°41′23″N 27°20′20″Ö / 61.6897°N 27.3389°Ö
- Tuomisaari, 61°40′56″N 27°20′57″Ö / 61.6823°N 27.3492°Ö
- Laitsaari, 61°40′35″N 27°20′20″Ö / 61.6763°N 27.3389°Ö
- Mustasaari, 61°40′07″N 27°20′06″Ö / 61.6685°N 27.335°Ö
- Syväsaari, 61°36′50″N 27°22′39″Ö / 61.6139°N 27.3774°Ö
- Vasikkasaari, 61°33′33″N 27°17′21″Ö / 61.5592°N 27.2892°Ö
- Nuottasaari, 61°33′31″N 27°17′12″Ö / 61.5587°N 27.2867°Ö
- Varpasaari, 61°33′25″N 27°17′19″Ö / 61.557°N 27.2887°Ö
- Heinäpää, 61°33′59″N 27°18′01″Ö / 61.5663°N 27.3002°Ö
- Kitosaari, 61°33′43″N 27°18′17″Ö / 61.5619°N 27.3047°Ö
- Kalliosaari, 61°34′25″N 27°18′49″Ö / 61.5736°N 27.3136°Ö
- Pentinsaari, 61°34′24″N 27°18′39″Ö / 61.5732°N 27.3109°Ö
- Hämeensaari, 61°34′13″N 27°18′44″Ö / 61.5703°N 27.3121°Ö